# Cocculinidae
Cocculinidae is een familie van weekdieren uit de klasse van de Gastropoda (slakken).

## Geslachten
- Coccocrater Haszprunar, 1987
- Coccopigya B. A. Marshall, 1986
- Cocculina Dall, 1882
- Fedikovella Moskalev, 1976
- Macleaniella Leal & Harasewych, 1999
- Paracocculina Haszprunar, 1987
- Teuthirostria Moskalev, 1976